# Nephele aureomaculata
Nephele aureomaculata är en fjärilsart som beskrevs av Rothschild 1894. Nephele aureomaculata ingår i släktet Nephele och familjen svärmare. Inga underarter finns listade i Catalogue of Life.